# Asaltar los cielos
Asaltar los cielos és una pel·lícula documental espanyola de 1996 dirigida per José Luis López-Linares i Javier Rioyo Jambrina, autors també del guió. La música era d'Alberto Iglesias. El documental mostra les motivacions i com fou assassinat Lev Trotski per Ramon Mercader, reconstruïda amb documents inèdits així com el destí d'aquest darrer.
Aquest documental va suposar a Espanya un punt d'inflexió del gènere documental perquè suposa una revolució del format documental introduint l'estil de divulgació dramàtica, amb un esquema narratiu similar al cinema de ficció.

## Argument
El documental comença l'agost del 1940 a Coyoacán, als afores de Mèxic, on un home jove treu un piolet de l'impermeable i mata d'un cop al crani un ancià assegut al despatx que era llegint un article. El crit de l'ancià ferit perseguirà l'assassí la resta de la vida. L'home assassinat era Lev Trotski, un dels líders de la revolució russa i enemic de Iosif Stalin, que el va condemnar a l'exili i el posà en el punt de mira. L'assassí es fa dir Jacques Monard, però en realitat es diu Ramon Mercader, fill d'un empresari català i de l'agent soviètica Caridad del Río, comunista convençut convertit en agent del KGB que creia que aquesta acció el convertiria en un heroi. En canvi, però, viurà el seu propi infern. Condemnat a presó, va perdre la identitat i serà oblidat per tothom, de tal manera que morirà amb el nom d'un altre. Tot i que mai no va rebre honors, mai no es va mostrar penediment.

## Nominacions i premis
- Fou guardonada amb un dels Premis Ondas 1997 especial del cinema.[3]
- Fou nominada al Goya al millor muntatge (Pablo Blanco Somoza i Fidel Collados).[4]
- Premi especial Turia (1997)
- Premi especial del Jurat al Festival de Cinema de Bogotá